# ウィリアム・スリム
初代スリム子爵ウィリアム・ジョゼフ・スリム（William Joseph Slim, 1st Viscount Slim、KG、GCB、GCMG、GCVO、GBE、DSO、MC、KStJ、1891年8月6日 - 1970年12月14日）は、イギリス陸軍軍人、貴族。
第二次世界大戦ではビルマにて英軍を指揮し、主にインパール作戦などで日本軍と戦った。戦後は第13代オーストラリア総督を務めた。

## 生涯
1891年、金物屋の息子として生まれ、幼少期をバーミンガムで育つ。軍人に強いあこがれをもっていたが、当時の社会と金銭的事情が彼の士官学校への道を閉ざしていた。大学での教育は受けず、1914年まで、小学校教員や金属管メーカーの事務職として働いた。

### 第二次世界大戦
1942年3月にラングーンが陥落した際、スリムは在イラク・インド師団長であったが、陥落後すぐに空路でビルマに移動し、第1軍団長として日本軍と対峙することとなった。
連合軍が東南アジアで敗北したため、第1軍団をインパールまで撤退させると、インドに帰還し、第15軍団の建設に従事した。
この間にウィンゲートによる第一次遠征（1943年2月）が行われたが、軍事的に見れば高価な失敗であったとスリムも感じていたが、連戦連敗を重ねていたビルマの英軍が日本軍の後方遠く進出して再帰したという結果は英軍の勝利だとして、これを宣伝することに努めた。
スリムはその後、新設された第14軍を指揮することになるが、一部将兵（後方部隊）の士気が非常に低かった。
というのも、日本軍との戦いで英軍が連敗していたことから、日本兵はジャングルの超人で、装備や教育も英軍より優れているといううわさが信じられるようになっていたからである。
さらに、英国民にとってはビルマという地域はヨーロッパやアフリカに比べて遠く、関心が小さかったため、新聞に第14軍の記事が載らなかったことも（特に英本国兵には）悲しかったらしく、自分たちを「忘れられた軍」と呼ぶほどであった。
スリムはこの後方部隊の士気改善に努めた。スリムは指揮官が部下ともっと直接接する機会を設けることが士気改善につながると考え、自らも含めて指揮官が兵に演説するようにした。
スリム自身も全戦役の三分の一を司令部外で過ごした。その様子は将軍というよりは議員候補者に似ているくらいだった。
さらに、スリムはジャングル戦の鍵を握るのは斥候だとして、優秀な兵を教育し、前線各部隊から日本軍支配地域に潜入させた。これらの任務の90%は成功し、斥候は任務が終わった後に部隊へ帰ると、罠の成功談を語ったり、日本兵の小銃や肩章といった戦利品を持ち帰ることで、1943年11月末には将兵は日本兵に対し、優越感を持つようになった。
スリムはこの優越感をさらに助長すべく、日本軍の小部隊に対して大部隊で攻撃をしかけるようにしたことで、堅実に勝利の経験を積ませていった。
これらの方策によって第14軍は精強な兵となった結果、1944年に行われたインパール作戦において、スリム率いる第14軍は日本軍を迎え撃ち、勝利を収めた。
なお、スリムはその回顧録で、インパール作戦時の田中信男少将及びその指揮下の第33師団について
「日本軍の潜入攻撃の大胆さと、最後まで戦う勇敢さは驚嘆すべきものがあった。……中略……かくのごとく望みのない目的を追求する軍事上の分別を何と考えようとも、この企図を遂行した日本人の最高の勇気と大胆不敵さは、疑う余地がなく、日本軍に比肩すべき陸軍は他のいかなる国にもないであろう」
とその勇戦を賞賛する一方で、
「日本軍の指導者の根本的な欠陥は、“肉体的勇気”とは異なる“道徳的勇気の欠如”である。彼らは自分たちが間違いを犯したこと、計画が失敗し、練り直しが必要であることを認める勇気がないのだ」
「日本軍は、計画がうまくいっている間は、アリのように非情で大胆である。しかし、その計画が狂うと、アリのように混乱し、立て直しに手間取って、元の計画にいつまでもしがみつく」
「指揮官としての最も厳しい試練は、この決意と柔軟さのバランスを保つことである。日本軍は決断力によって高い得点を得たが、柔軟性を欠いたために大きな代償を払うことになった」
と、無謀な作戦に固執し、作戦中止後も死者を出し続けた日本軍上層部の問題を厳しく指摘した。

### 大戦後
1949年1月4日に陸軍元帥に昇進。1953年から1960年までオーストラリア総督を務めた。
1960年7月15日に連合王国貴族爵位「オーストラリア首都特別地域におけるヤラルムラおよびブリストル州ならびにシティにおけるビショップストンのスリム子爵(Viscount Slim, of Yarralumla in the Capital Territory of Australia and of Bishopston in the City and County of Bristol)」に叙せられた。
1970年12月14日にロンドン・チェルシーで死去した。爵位は息子のジョン・ダグラス・スリムが継承した。